# Saint Vincent (illa)

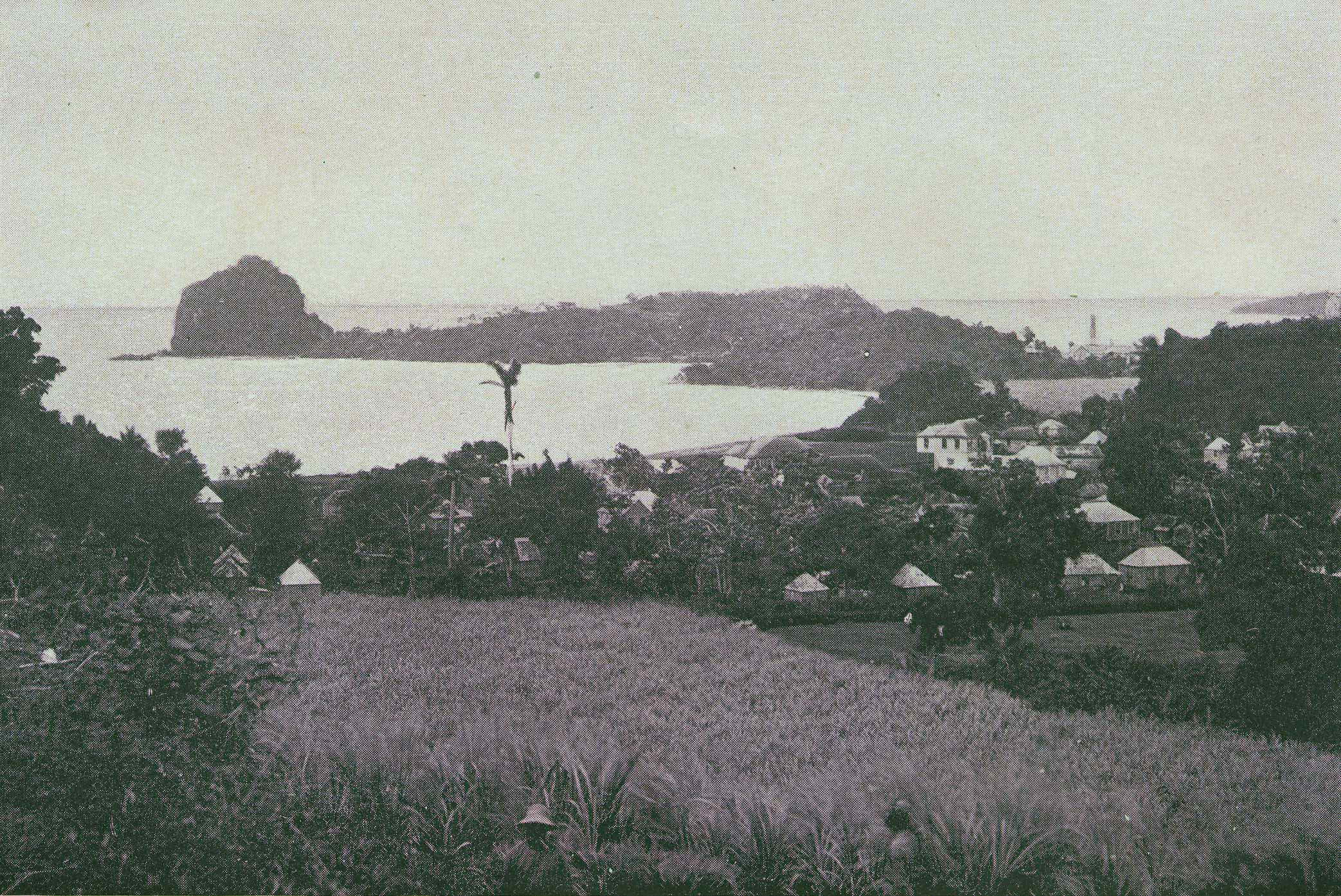
Saint Vincent el 1890

Saint Vincent és una illa volcànica al Carib i l'illa més extensa de Saint Vincent i les Grenadines. Està composta de volcans parcialment submergits. La Soufrière és un volcà actiu. Fou descoberta el 22 de gener de l'any 1498 durant el tercer viatge de Colom i rebé el nom del sant corresponent al dia del descobriment, Sant Vicenç d'Osca.

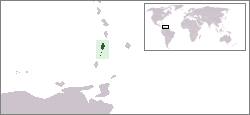
Localització

El territori se'l disputaven França i el Regne Unit al segle xviii, va ser cedit als britànics el 1783. Va assolir la independència el 27 d'octubre de 1979. Hi viuen unes 120.000 persones essent Kingstown la capital (amb 19.300 habitants). Altres poblacions són Layou, Barrouallie, Chateaubelair, Georgetown i Calliaqua. La majoria de la població (66%) són descendents dels esclaus negres. 